# Thākurganj
Thākurganj är en ort i Indien.   Den ligger i distriktet Kishanganj och delstaten Bihar, i den nordöstra delen av landet, 1 100 km öster om huvudstaden New Delhi. Thākurganj ligger 80 meter över havet och antalet invånare är 15 953.
Terrängen runt Thākurganj är mycket platt. Runt Thākurganj är det tätbefolkat, med 636 invånare per kvadratkilometer. Närmaste större samhälle är Islāmpur, 18,9 km söder om Thākurganj. Trakten runt Thākurganj består till största delen av jordbruksmark.